# Сімон Болівар
Сімо́н Болі́вар (також Симон, повне ім'я ісп. Simón José Antonio de la Santísima Trinidad Bolívar y Ponce y Palacios y Blanco — Сімо́н Хосе́ Анто́ніо де ла Санти́сіма Триніда́д Болі́вар-і-По́нсе-і-Пала́сіос-і-Бла́нко; 24 липня 1783, Каракас — 17 грудня 1830, Санта-Марта, Колумбія) — лідер боротьби за незалежність іспанських колоній в Південній Америці. Звільнив від іспанського панування Нову Гранаду (сучасні Колумбія і Панама) та підлеглі їй території, Венесуелу й провінцію Кіто (сучасний Еквадор).
У 1819–1830 роках — президент Великої Колумбії, утвореної на території цих країн. У 1824 році звільнив Перу і став керівником утвореної на території Верхнього Перу Республіки — Болівії (1825 рік), яку назвали на його честь. Національним конгресом Венесуели проголошений 1813 року «Визволителем». Національний герой шести країн Південної Америки.
В останні роки життя Болівар дедалі більше розчаровувався в південноамериканських республіках і віддалявся від них через свою централістську ідеологію.  Його послідовно усували з посад, поки він не пішов у відставку з поста президента Колумбії та не помер від туберкульозу в 1830 році. Його спадщина є різноманітною та далекосяжною в Латинській Америці та за її межами. Він вважається героєм і національною та культурною іконою в усій Латинській Америці; його ім'ям названі країни Болівія і Венесуела (як Боліваріанська Республіка Венесуела), і його пам'ять увічнена в усьому світі у вигляді творів публічного мистецтва, назв вулиць і в популярній культурі.

## Біографія

### Ранні роки
Сімон Болівар народився у заможній креольській сім'ї баскського походження, якій належали численні золоті, срібні й мідні копальні у Венесуелі. Він був четвертою та наймолодшою дитиною в родині. Сімон рано залишився без батьків. На його освіту та формування поглядів великий вплив спричинив його вчитель і старший друг Сімон Родрігес. Молоді роки Болівар провів у Європі (1799–1806 роки, Іспанія, Франція, Італія), де рано одружився, але його дружина померла. 15 серпня 1805 року на пагорбі Монте-Сакро у Римі, в присутності Родрігеса, поклявся боротися за звільнення Південної Америки від колоніалізму.

### Венесуельська республіка
Сімон Болівар брав активну участь в боротьбі проти іспанського панування у Венесуелі (квітень 1810 року) та проголошенні її незалежною республікою (1811 рік). Після розгрому останньої іспанськими військами, у 1812 оселився в Новій Гранаді (сучасна Колумбія), а на початку 1813 року повернувся на Батьківщину. У серпні 1813 року його війська захопили Каракас; була проголошена Друга Венесуельська республіка на чолі з Боліваром. Однак, не провівши реформи для нижчих верств населення, він не зміг заручитися їхньою підтримкою і в 1814 році зазнав поразки. Болівар знайшов притулок на Ямайці, у вересні 1815 році опублікував там відкритий лист, де висловив впевненість у скорому звільненні іспанської Америки.

### Утворення Колумбії
Болівар визнавав необхідним визволення рабів і вирішення інших соціальних проблем. Він переконав президента Гаїті Александра Петіона надати повстанцям військову допомогу й в грудні 1816 року висадився на узбережжі Венесуели. Скасування рабства (1816 рік) та опублікований у 1817 році декрет про наділення солдатів визвольної армії землею надали йому змогу розширити соціальну базу своєї підтримки. Після успішних дій у Венесуелі війська Болівара у 1819 році звільнили Нову Гранаду. У грудні 1819 року він був обраний президентом проголошеної Національним конгресом в Ангостурі (сучасний Сьюдад-Болівар) республіки Колумбії, до якої увійшли Венесуела і Нова Гранада. У 1822 році колумбійці вигнали іспанські сили з провінції Кіто (сучасний Еквадор), яка теж приєдналася до Колумбії.

### Визволення Південної Америки
У липні 1822 року Болівар зустрівся в Гуаякілі з Хосе де Сан-Мартіном, армія якого вже визволила частину Перу, але не зміг домовитись з ним про спільні дії. Після відставки Сан-Мартіна (20 вересня 1822 року) він у 1823 році відправив у Перу колумбійські військові загони, і у 1824 році (6 серпня біля Хуніна та 9 грудня на рівнині Аякучо) здобув перемогу над останніми іспанськими силами на американському континенті. Болівар ще у лютому 1824 року став диктатором Перу, очолював утворену в 1825 році на території Верхнього Перу республіку Болівію, названу так на його честь.
З 1822 року вірною подругою і нерозлучною супутницею життя Болівара, попри всі мінливості його долі, була уродженка міста Кіто креолка Мануела Саенс.

### Розпад колумбійської федерації
Прагнучи об'єднати іспано-американські держави, Болівар провів у Панамі конгрес їхніх представників (1826 рік), але не досяг успіху. По закінченні визвольної війни в противагу його централістичній політиці в регіоні посилилися відцентрові тенденції. У результаті сепаратистських виступів Болівар залишився при владі в Перу і Болівії (1827–1830 роки).

### Смерть і поховання
На початку 1830 року Болівар пішов у відставку. Він помер поблизу колумбійського міста Санта-Марта 17 грудня 1830 року від туберкульозу. Є також припущення, що причиною смерті була гарячка денге або черевний тиф.
Смерть Болівара стала предметом конспірологічних теорій, висунутих Об'єднаною соціалістичною партією Венесуели. У січні 2008 року президент Уго Чавес створив комісію для розслідування своєї заяви про те, що Болівара отруїли «новогранадські зрадники». 16 липня 2010 року комісія провела ексгумацію останків Болівара. Результати, оприлюднені 26 липня 2011 року, виявилися непереконливими; віцепрезидент Венесуели Еліас Хауа оголосив, що комісія не змогла довести заяву Чавеса. Чавес продовжував стверджувати, що Болівара було вбито за допомогою отруєння миш'яком, посилаючись на статтю фахівця з інфекційних хвороб Пола Аувертера. Після зауважень Чавеса Аувертер заявив, що миш'як, ймовірно, містився в ліках, які Болівар приймав для лікування своїх хвороб.
З початку 2013 року прах Болівара перебуває у спеціально побудованому для цього мавзолеї в центрі Каракаса.

## Культ Сімона Болівара у Венесуелі
Сімон Болівар — політичний діяч Південної Америки, вплив і авторитет якого в першій половині XIX століття примусили зважати на його думку ледь не півсвіту. Його серйозно побоювалися створені незадовго до цього Сполучені Штати Північної Америки, адже під боком у них ось-ось мала виникнути нова й досить впливова держава — Сполучені Штати Південної Америки, або Велика Колумбія, яка ні за площею, ні за потенційними можливостями майже нічим не поступалася б США.
Сімон Болівар очолив боротьбу за незалежність іспанських колоній Південної Америки. Під його керівництвом від іспанського панування було звільнено не лише Венесуелу, а й Нову Гранаду (сучасні Колумбія й Панама), провінцію Кіто (нинішній Еквадор). 11 років (з 1819 по 1830) Болівар був президентом Великої Колумбії, створеної після об'єднання цих країн. У 1824 році Болівар звільнив Перу, а через рік його ім'ям назвали ще одну державу Південної Америки — Болівію.
У країні дуже розвинений культ Симона Болівара, інколи званий як «болівароманія». Ім'ям цього національного героя у Венесуелі називають практично все — ім'я політика приписується як гірським вершинам, так і площам з парками. Бюст або скульптуру діяча можна знайти в будь-якому, навіть найменшому селі. Найвища вершина країни — п'ять тисяч метрів — пік Болівар. Альпіністи, які його підкорили, під час сходження несли на собі погруддя Болівара, щоб встановити його якомога вище. І їм це вдалося — погруддя стало найвисокогірнішим Боліваром у світі.
Центральні площі всіх, навіть крихітних, міст Венесуели називаються ім'ям Сімона Болівара. На них в обов'язковому порядку стоїть його пам'ятник. Встановлення пам'ятників проводиться міською владою з обов'язковим дотриманням низки умов: якщо Болівар переміг у битві безпосередньо в околицях даного міста, його бронзова статуя має сидіти верхи на коні з оголеною зброєю. Ті ж міста, через які або поряд з якими він бодай один раз проїжджав, повинні обмежуватись тільки погруддям героя. Щоправда, скульптори різних провінцій Венесуели зображають Болівара по-різному, тож часом навіть неможливо повірити в те, що всі ці численні пам'ятники присвячені одній і тій самій людині.

## Спадщина
Роберт Т. Конн, Потойбічне життя Болівара в Америці
Болівар залишив по собі величезну спадщину, ставши найважливішою особистістю Латинської Америки.  Валюти Венесуели та Болівії — болівар і болівіано відповідно — названі на честь Болівара.  В англомовному світі Болівара називають латиноамериканським Джорджем Вашингтоном. Його пам'ять по всьому світу увічнена в літературі, публічних пам'ятниках та історіографії, а також у назвах міст, населених пунктів, провінцій та інших населених пунктів.  Квінта біля Санта-Марти збереглася як музей Болівара, а будинок, у якому він народився, був відкритий як музей і архів його паперів 5 липня 1921 року. У 1978 році ЮНЕСКО заснувала Міжнародну премію Симона Болівара «для нагородження видатної діяльності відповідно до ідеалів Симона Болівара». 1997 року Архів визволителя Симона Болівара був внесений ЮНЕСКО до Міжнародного реєстру «Пам'ять світу», а 2011 року — до Регіонального реєстру для Латинської Америки та Карибського басейну.
Початкові історичні оцінки Болівара були спочатку негативними та складалися з критики його ведення війни, страти Піара, зради Міранди та авторитаризму. Ці та інші критичні зауваження збереглися в дослідженнях про Болівара. Однак, починаючи з 1842 року, громадська думка про Болівара у Венесуелі стала в переважній більшості позитивною і врешті-решт перетворилася на те, що науковці називають «культом Болівара», який очолювали наступні очільники венесуельської держави. У 1998 році президент Уго Чавес, який широко використовував образ Болівара в урядових проєктах та ініціативах, змінив офіційну назву Венесуели на Боліварську Республіку Венесуела. У Колумбії лояльність або опозиція до Болівара лягла в основу Консервативної та Ліберальної партій відповідно.  Болівар продовжував мати такий культурний вплив у Колумбії, що в 1974 році Рух 19 квітня, повстанська ліва група, яка пізніше приєдналася до його альянсу під назвою Координаційна рада партизан Симона Болівара, викрала з його резиденції в Боготі меч, який нібито належав Болівару. 

### В астрономії
На честь Симона Болівара названий астероїд (712) Болівіана, відкритий 19 березня 1911 року.

### У філателії
Болівар зображений на поштових марках Чилі 1974, Іспанії 1978, Болгарії 1982, СРСР 1983, НДР 1983 і т. д.

### В освіті
- Університет Симона Болівара в Каракасі, Венесуела.[31] .
- Державний Андійський університет імені Симона Болівара в Ла-Пасі, Болівія.
- Консерваторія імені Симона Болівара[es].
- Школа № 114 імені Симона Болівара, Мінськ.

## У культурі

### У кіно
- «Визволитель» / исп. Libertador (pelicula) ‎ фільм режисера Альберто Арвело (Венесуела — Іспанія, 2013).
- «Симон Болівар» / англ. Simón Bolívar (1969 film) ‎ фільм режисера Алессандро Блазетті (Італія, Іспанія, Венесуела; 1969).
- «Болівар» (серіал), Колумбія, 2019.

### У музиці
- Симфонічний оркестр імені Симона Болівара (ісп. Orquesta Sinfónica Simón Bolívar) — венесуельський симфонічний оркестр.
- Квартет Симона Болівара[32] .

### У фалеристиці
- Вищий орден Венесуели — Орден Визволителя присвячений Симону Болівару.
- Другий за значимістю орден Болівії — Національний орден Симона Болівара.

### У відеоіграх
Симон Болівар представлений як лідер Нової Іспанії у стратегії Sid Meier's Civilization IV: Colonization та Великої Колумбії у Sid Meier's Civilization VI.

## Галерея

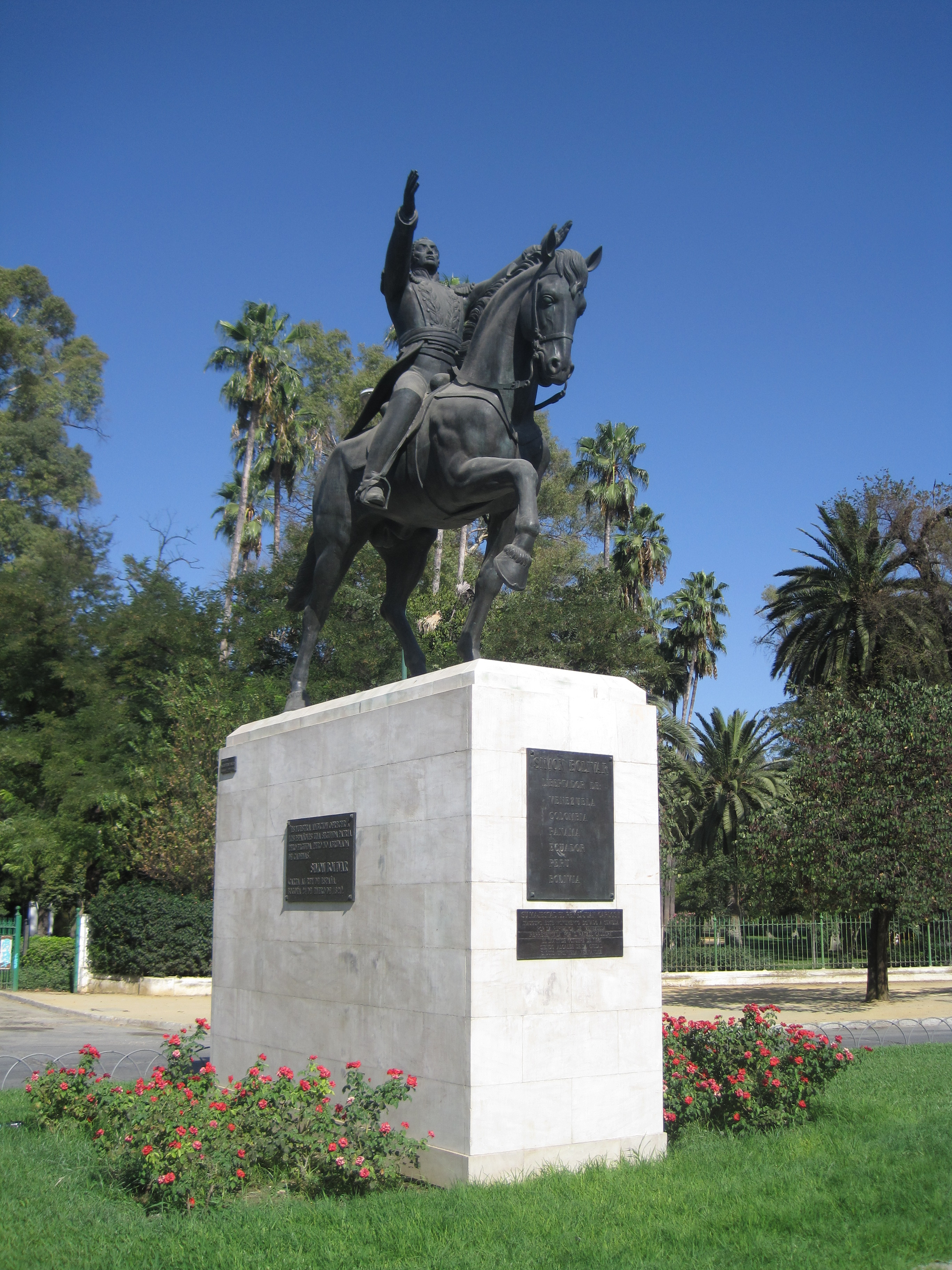
Пам'ятник Болівару в Севільї, Іспанія
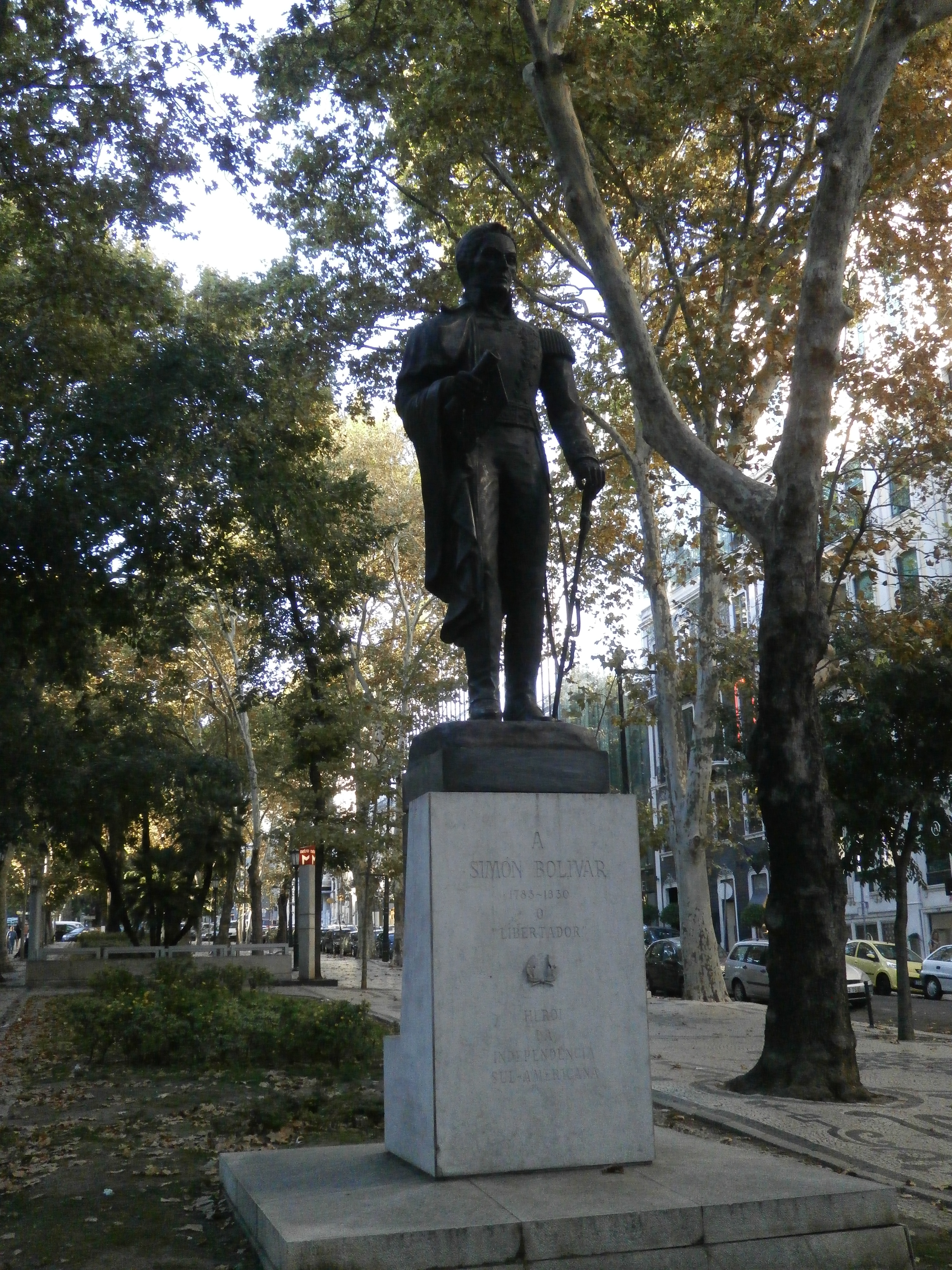
Статуя Болівара в Лісабоні, Португалія
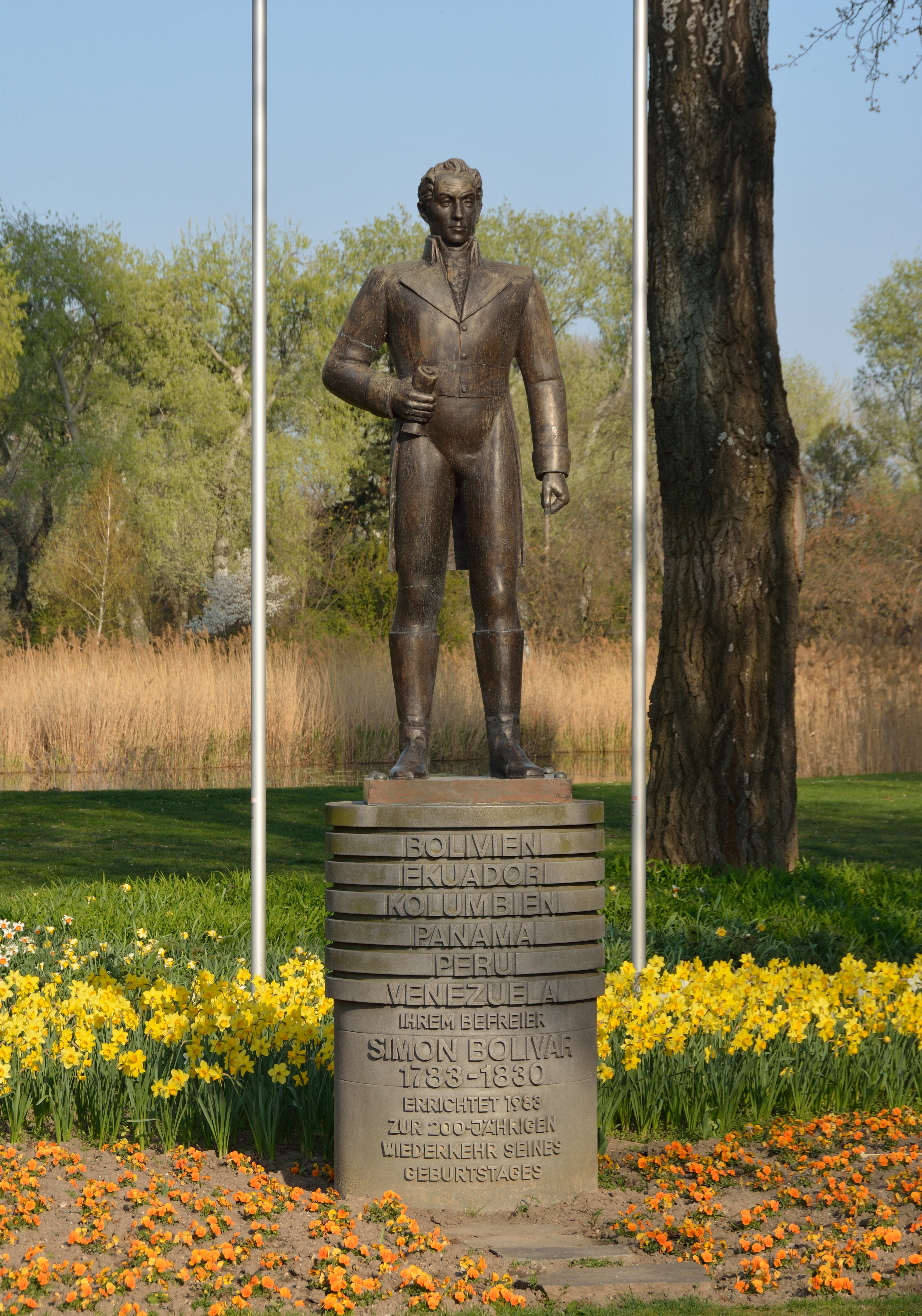
Пам'ятник Симону Болівару, Відень (Австрія).
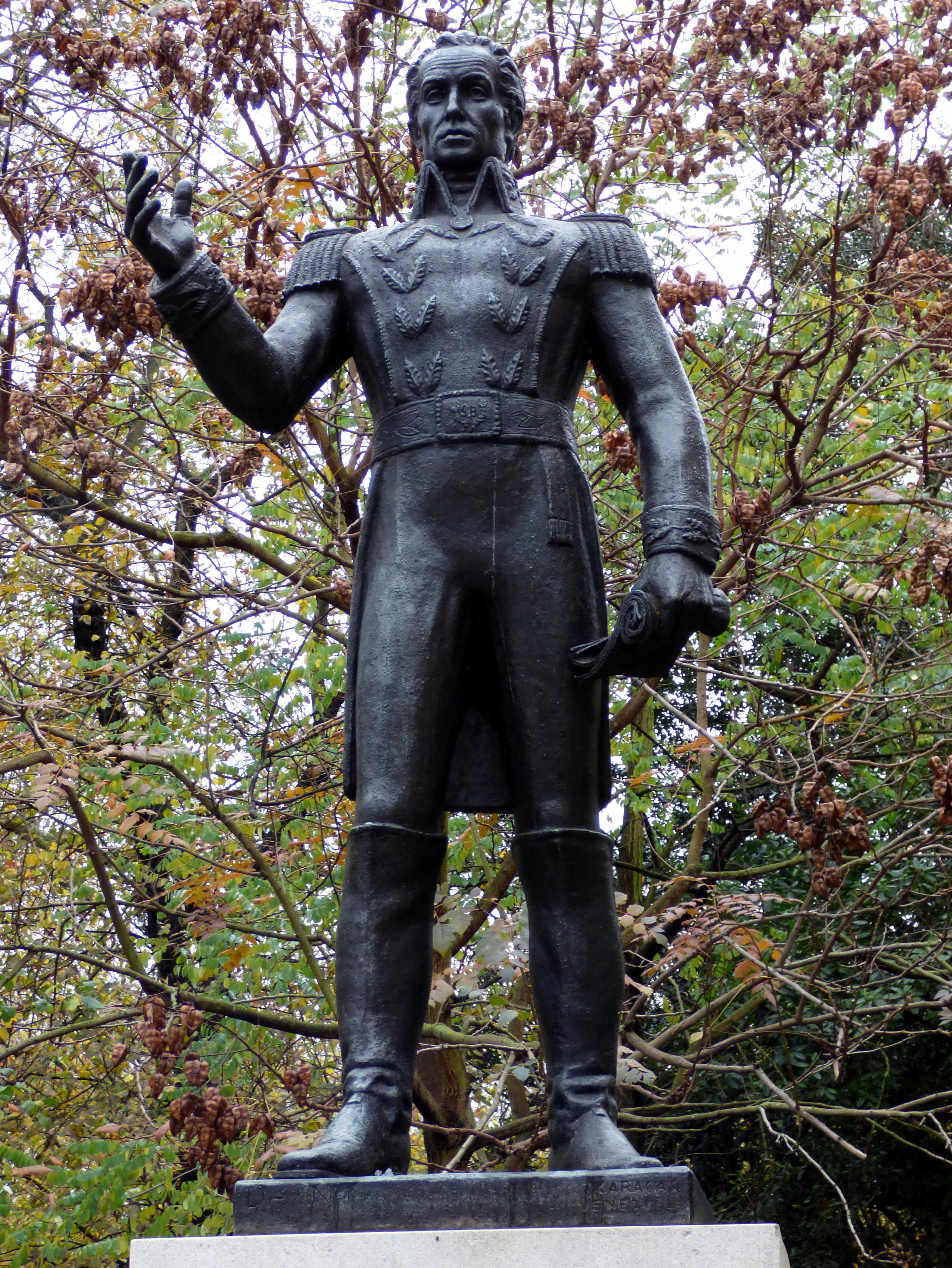
Пам'ятник Симону Болівару, Лондон (Великобританія).
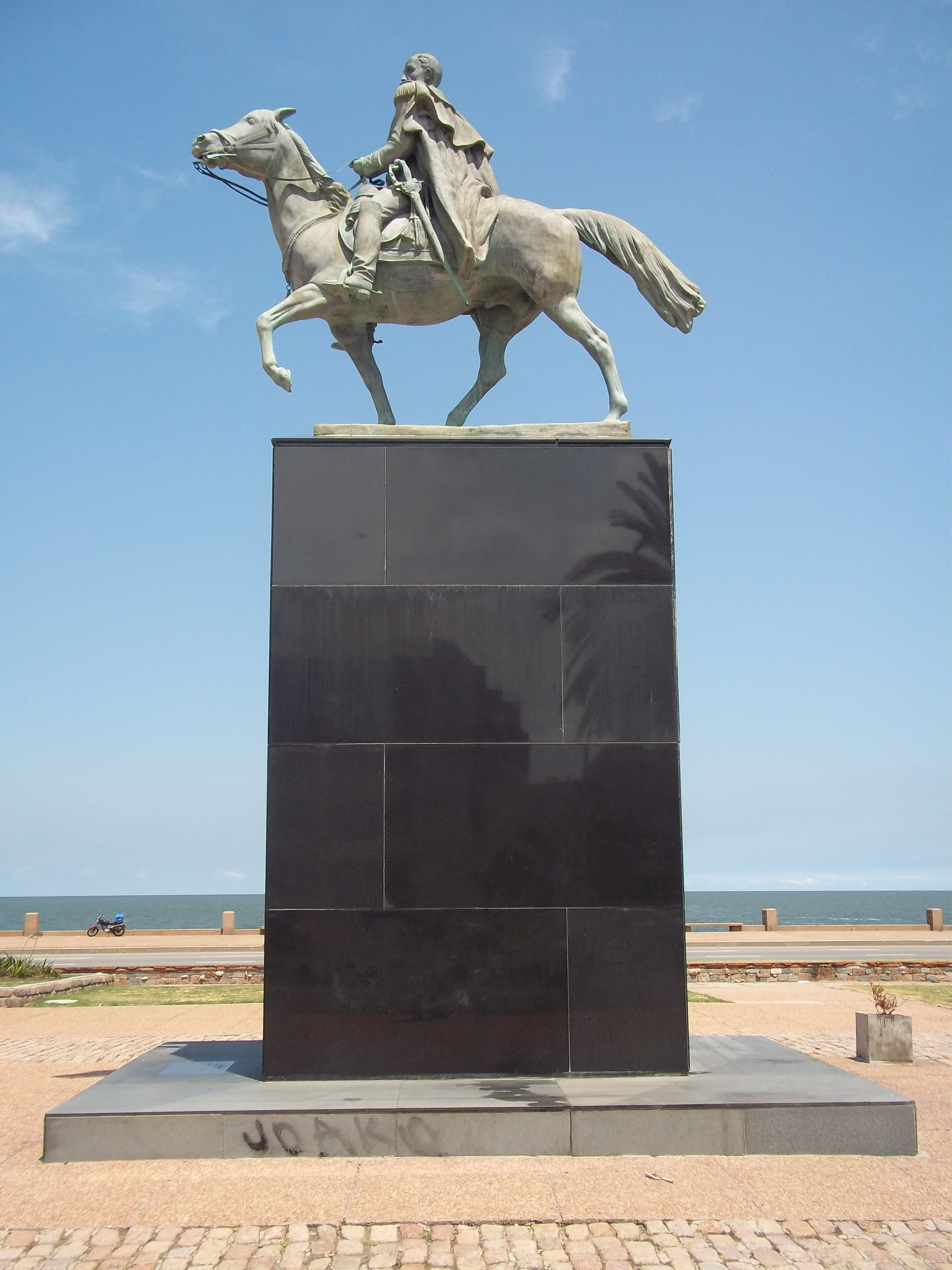
Пам'ятник Болівару в Монтевідео, Уругвай